# Дагъюрд
Дагъюрд (азерб. Dağyurd), ранее Сарушен (азерб. Saruşen) — село в Ходжалинском районе Азербайджана, является центром Дагъюрдского сельского административно-территориального округа.

## География
Село Дагъюрд входит в состав Дагъюрдского сельского административно-территориального округа Ходжалинском районе Азербайджана, при этом село Дагъюрд является центром этого сельского административно-территориального округа.
Село расположено в 26 км к юго-востоку от районного центра — города Ходжалы, в северо-восточных подножиях Карабахского хребта, на левом берегу реки Кёнделенчай (бассейн Араза).

## История
В Советский период на 1 января 1977 года село называлось Сарушен и являлось центром одноимённого сельсовета, входящего в состав Степанакертского района Нагорно-Карабахской автономной области (НКАО) Азербайджанской ССР. Указом Президиума Верховного Совета Азербайджанской ССР от 15 мая 1978 года было постановлено утвердить решение исполнительного комитета областного Совета народных депутатов Нагорно-Карабахской автономной области (НКАО) о переносе центра Степанакертского района из города Степанакерт (ныне Ханкенди) в рабочий посёлок Аскеран и переименовании Степанакертского района в Аскеранский район. В результате село оказалось в составе Аскеранского района НКАО Азербайджанской ССР.
2 сентября 1991 года на совместной сессии Нагорно-Карабахского областного и Шаумяновского районного Советов народных депутатов была принята Декларация о провозглашении Нагорно-Карабахской Республики в границах Нагорно-Карабахской автономной области (НКАО) и сопредельного Шаумяновского района Азербайджанской ССР.
26 ноября 1991 года Верховный Совет Азербайджанский Республики принял Закон «Об упразднении Нагорно-Карабахской автономной области Азербайджанской Республики». В этом Законе было постановлено помимо упразднения Нагорно-Карабахской Автономной Области (НКАО), в том числе также и упразднение Аскеранского района, образование Ходжалинского района с центром в городе Ходжалы и передача территории упразднённого Аскеранского района в состав Ходжалинского района. Решением Милли Меджлиса Азербайджанский Республики от 29 декабря 1992 года село было переименовано в Дагъюрд.
В настоящее время село Дагъюрд является центром Дагъюрдского сельского административно-территориального округа Ходжалинского района Азербайджана.
В результате Карабахского конфликта, село в феврале 1992 года попало под контроль непризнанной Нагорно-Карабахской Республики (НКР). Согласно административно-территориальному делению непризнанной республики село располагалось в Аскеранском районе НКР и называлось Сарушен.
Согласно Трёхстороннему Заявлению в ночь с 9 по 10 ноября 2020 года, подписанному по итогам Второй Карабахской войны, село перешло под контроль Российских миротворческих сил.
В результате боевых действий в сентябре 2023 года Азербайджан восстановил свой контроль над селом.

## Экономика
В доконфликтный период население села занималось земледелием и животноводством. В селе были восьмилетняя школа, клуб, библиотека, медицинский пункт.